# Chiesa del Sacro Cuore (Bolzano)
La chiesa del Sacro Cuore (in tedesco Herz-Jesu-Kirche) a Bolzano è una chiesa situata nel centro cittadino.

## Storia
Fu edificata tra 1897 e 1899 dalla congregazione del Santissimo Sacramento in occasione del centenario della consacrazione del Tirolo al Sacro Cuore di Gesù e del cinquantenario dell'incoronazione di Francesco Giuseppe I.
Il progetto era dell'architetto Johann Bittner; il mosaico sulla facciata, che risale al 1910, è opera di Ignaz Stolz.